# 偵探物語
《偵探物語》（日語：ハロー張りネズミ）是日本漫畫家弘兼憲史創作的日本漫畫作品。於《週刊Young Magazine》（講談社）1983年至1996年期間連載。單行本全24卷。曾被改編為電影、電視劇、OVA等。
本作以東京都板橋區下赤塚的「赤塚偵探事務所」為舞台，講述偵探七瀨五郎所遇到的不同事情。

## 登場人物

### 赤塚偵探事務所
全員單身。
七瀬五郎
赤塚偵探事務所的偵探，本作的主角。在山口縣農家出生，25歲。因為髮型，所以外號是刺蝟。
木暮久作
赤塚偵探事務所的偵探，五郎的拍擋，36歲。
風香露
赤塚偵探事務所的所長，28歲單身女性，喜歡喝酒。
梓夢子
赤塚偵探事務所的兼職員工。東京大學1年級生，18歲。 
四俵蘭子
赤塚偵探事務所其中一員，5人當中最遲登場。

### 其他人物
尾津蓮子
四俵蘭子的姊姊，在「File20」登場，與五郎發展成戀人關係，後來在「File22」卷入案件，最後死亡。
河合節子
靈媒，初登場於「File133」。

## 出版書籍
單行本
| 卷數 | 講談社         | 講談社                 |
| 卷數 | 發售日期       | ISBN                   |
| ---- | -------------- | ---------------------- |
| 1    | 1983年7月15日  | ISBN 978-4-06-102002-3 |
| 2    | 1983年8月16日  | ISBN 978-4-06-102004-7 |
| 3    | 1983年9月14日  | ISBN 978-4-06-102005-4 |
| 4    | 1983年10月14日 | ISBN 978-4-06-102006-1 |
| 5    | 1983年11月16日 | ISBN 978-4-06-102007-8 |
| 6    | 1983年12月15日 | ISBN 978-4-06-102008-5 |
| 7    | 1984年2月14日  | ISBN 978-4-06-102010-8 |
| 8    | 1984年4月16日  | ISBN 978-4-06-102012-2 |
| 9    | 1984年6月15日  | ISBN 978-4-06-102013-9 |
| 10   | 1984年8月16日  | ISBN 978-4-06-102014-6 |
| 11   | 1984年10月16日 | ISBN 978-4-06-102019-1 |
| 12   | 1985年4月15日  | ISBN 978-4-06-102023-8 |
| 13   | 1985年9月11日  | ISBN 978-4-06-102033-7 |
| 14   | 1986年3月14日  | ISBN 978-4-06-102041-2 |
| 15   | 1986年11月12日 | ISBN 978-4-06-102060-3 |
| 16   | 1987年1月14日  | ISBN 978-4-06-102064-1 |
| 17   | 1987年7月14日  | ISBN 978-4-06-102077-1 |
| 18   | 1987年12月16日 | ISBN 978-4-06-102092-4 |
| 19   | 1988年7月14日  | ISBN 978-4-06-102114-3 |
| 20   | 1989年1月13日  | ISBN 978-4-06-102134-1 |
| 21   | 1989年5月12日  | ISBN 978-4-06-102149-5 |
| 22   | 1989年8月11日  | ISBN 978-4-06-102162-4 |
| 23   | 1989年11月13日 | ISBN 978-4-06-102177-8 |
| 24   | 1996年4月3日   | ISBN 978-4-06-323589-0 |

精選集
- 《偵探物語Best Selection》（ハロー張りネズミ ベストセレクション）全3卷

| 卷數 | 講談社         | 講談社                 |
| 卷數 | 發售日期       | ISBN                   |
| ---- | -------------- | ---------------------- |
| 1    | 2012年12月21日 | ISBN 978-4-06-376761-2 |
| 2    | 2013年1月23日  | ISBN 978-4-06-376773-5 |
| 3    | 2013年2月22日  | ISBN 978-4-06-376785-8 |

## 電影
在1991年11月16日上映。

### 登場角色
- 七瀨五郎 - 唐澤壽明
- 蘭子 - 五島悦子
- 約翰尼大倉
- 安永亞衣
- 大杉漣
- 松山鷹志
- Killer Khan
- 入江正徳
- 小形雄二
- 船場牡丹
- 烏丸節子

### 工作人员
- 製作：島田開
- 企劃： 武內健
- 製作人：橋口一成、木俣和夫
- 導演：松康夫
- 原作：弘兼憲史
- 編劇：井川公彥
- 攝影：丸支付
- 燈光：西表光
- 收音：井上真紀夫
- 美術：野尻均、野尻郁子
- 編輯：大高勳
- 音樂：久米大作
- 助理導演：辻野正人
- 出版：大映
- 上映時間：91分鐘

## 電視劇

### 日本電視劇

#### 特別篇
1996年10月，TBS曾改編成電視劇。
登場角色
七瀬五郎： 緒形直人
川上恵美（五郎的前女友）：有森也實
木暮久作：内藤剛志
梓夢子（「赤塚偵探事務所」事務員）：村田和美
長田節子（「天野屋」的店員）：山村美智子
古川秀樹（「天野屋」的客人）：石井洋祐
高橋克實
遠藤憲一
福留（警部）：田山涼成
風香露（「赤塚偵探事務所」所長）: 小林幸子
工作人员
編劇: 友澤晃
導演： 佐佐木章光
合作單位： 箱根登山鐵路， 箱根空中纜車，以 箱根觀光船
監制：石田義一
製作：TBS， Telepack

#### 連續劇
2017年7月14日至9月15日在TBS電視台星期五連續劇播出，由瑛太主演。香港於同年9月9日至11月18日由無線電視J2播出。

##### 登場角色
主要角色
- 七瀬五郎 - 瑛太 (香港配音：梁偉德)
- 四俵蘭子 - 深田恭子 (童年：保榮茂愛) (香港配音：梁少霞)
- 木暮久作 - 森田剛 (香港配音：關令翹)
- 風香露 - 山口智子 (香港配音：陸惠玲)

其他角色
- Snake店主 - 中岡創一 (Lotti) (香港配音：李安邦)
- 萌美（Snake店員）- 片山萌美 (香港配音：黃昕瑜)
- 片桐（「帝国偵探社」社長）- 矢島健一 (香港配音：張炳強)
- 河合節子（靈媒）- 蒼井優 [2](香港配音：張頌欣)
- 南（「日出出版社」社長）- 莉莉·弗蘭奇 (香港配音：葉振聲)

客串角色
- 第1集
  - 川田洋平（「川田運送」社長）- 伊藤淳史 (香港配音：李錦綸)
  - 川田美保（川田的妻子）- 安藤聖 (香港配音：曾秀清)
  - 遥（「曉園」孤兒）・川田美花（川田的女兒）〈二役〉- 三本采香
  - 佐伯（「曉園」園長）- 渡邊哲 (香港配音：陳永信)
  - 岩井（電視制片人）- 岩井秀人 (香港配音：陳廷軒)
- 第2・3集
  - 四俵乙吉（蘭子的父親。「雷鳴貿易」副社長）- 平田滿 (香港配音：張錦江)
  - 仲井隆（「雷鳴貿易」前秘書課長）- 吹越滿 (香港配音：馮錦堂)
  - 仲井節子（仲井的母親）〈只在相片上出現〉‐ 大貫加惠
  - 久坂（乙吉派的社員）‐ 岸博之 (香港配音：林國雄)
  - 蛭田庄次郎（建設大臣）‐ 千本松喜兵衛
  - 藏元聖（蛭田的秘書）‐ 若松武史 (香港配音：劉昭文)
  - 舞原和雄（「雷鳴貿易」會長）- 中原丈雄 (香港配音：盧國權)
- 第3集
  - 殺手 - 高橋努 (香港配音：劉奕希)
  - 綿貫（新聞記者）‐ 政岡泰志
  - 惠俊彰（電視節目主持人） - 本人 (香港配音：招世亮)
  - 江藤愛（電視節目主持人） -  本人
  - 八代英輝（電視節目主持人）- 本人 (香港配音：黃子敬)
- 第4・5集
  - 北村亞希子（人氣漫畫家）- 内田慈 (香港配音：朱妙蘭)
  - 北村七惠（北村的女兒）- 後藤由依良（香港配音：成瑤孆)
  - 梶谷隆一（成都大學教授，兒童心理學者）- 古舘寛治 (香港配音：陳欣)
  - 牧野（北村的助手）- 上田遥
  - 河合節子 - 蒼井優
- 第5集
  - 園部（北村的前夫）- 清水伸（香港配音：朱子聰)
- 第6集
  - 伊佐川良二（群馬縣議會議員候選人）- 室剛（少年期：吉田仁人）(香港配音：蕭徽勇)
  - 淺田玲奈（委托人）- 玄理 (整形前：百瀬さつき) (香港配音：鄭麗麗)
  - 郵局職員 - 前野朋哉
  - 刑事 - 岩谷健司 (香港配音：招世亮)
  - 淺田美奈子（玲奈的母親）‐ 梅澤昌代 (香港配音：袁淑珍)
  - （玲奈的父親）‐ 久保酎吉　(香港配音：張炳強)
  - 事務員 ‐ 江藤漢齊
- 第7集
  - 中村七菜子（外資公司美女OL）- 橋本愛實 (香港配音：曾佩儀)
  - 星野健太（蔬菜店店員）- 宇野祥平 (香港配音：陳卓智)
- 第8集
  - 栗田精二（中華料理店「八寶菜館」廚師）- 國村隼(香港配音：林國雄)
  - 栗田朋美（精二的女兒）- 松本若菜（香港配音：詹健兒)
  - 栗田伸一（朋美的哥哥）- 山中崇（香港配音：蘇強文)
  - 鈴木和子（前護士學校的宿舍管理人）- 根岸季衣（香港配音：袁淑珍)
  - 中華料理店「八寶菜館」的店員 - 上村依子 (香港配音：林丹鳳)
  - 護士學校的宿舍管理人 - 高崎佳代（香港配音：許盈)
  - 高木（被栗田殺死的流氓） - 井上肇 (香港配音：招世亮)
  - 醫生 - 田洼一世（香港配音：朱子聰)
- 第9集
  - 岸本杏里（幼稚園老師）- 樋井明日香 (香港配音：魏惠娥)
  - 五十嵐圭吾（前職業摔跤手）- 後藤洋央紀 (香港配音：潘文柏)
- 最終話
  - 特別演出 - 野田洋次郎 (RADWIMPS) (香港配音：李震權)
  - 權田辰夫 - 柄本時生 (童年：岩田龍門）(香港配音：雷霆)
  - 金森（權田家的鄰居）- 不破萬作 (香港配音：陳永信)
  - 石倉（權田家的鄰居）- 原金太郎 (香港配音：馮志輝)
  - 堀田（權田家的鄰居）- 松村利史 (香港配音：黃子敬)
  - 辰夫的爺爺 - 山田登是 (香港配音：盧國權)
  - 小栗上野介 (德川幕府的勘定奉行) - 眞島秀和

##### 工作人員
- 編劇・導演: 大根仁
- 編劇  : 二宮孝平，関えり香，黒住光，オークラ
- 音樂： SOIL&"PIMP"SESSIONS
- 主題曲：SOIL&″PIMP″SESSIONS feat.Yojiro Noda「ユメマカセ」(勝利娛樂)
- 製片人： 韓哲，市山竜次
- 製作： Office Crescendo Inc.，TBS

##### 播出日程
| 集數                                                   | File      | 播出日期 | 標題                     | 香港標題             | 劇本                   | 收視率 | 備註         |
| ------------------------------------------------------ | --------- | -------- | ------------------------ | -------------------- | ---------------------- | ------ | ------------ |
| 第1集                                                  | FILE No.1 | 7月14日  | 代理娘                   | 替身女兒             | 大根仁                 | 10.3%  | 15分鐘加長版 |
| 第2集                                                  | FILE No.2 | 7月21日  | 蘭子という女-前編-       | 叫蘭子的女人-前編-   | 大根仁                 | 7.6%   |              |
| 第3集                                                  | FILE No.2 | 7月28日  | 蘭子という女-後編-       | 叫蘭子的女人-後編-   | 大根仁                 | 6.6%   |              |
| 第4集                                                  | FILE No.3 | 8月4日   | ママ、淋しかったの-前編- | 媽媽，我好寂寞-前編- | 大根仁                 | 4.8%   |              |
| 第5集                                                  | FILE No.3 | 8月11日  | ママ、淋しかったの-後編- | 媽媽，我好寂寞-後編- | 大根仁                 | 6.7%   |              |
| 第6集                                                  | FILE No.4 | 8月18日  | 死者からの手紙           | 來自死者的信         | 大根仁 黒住光 二宮孝平 | 6.9%   |              |
| 第7集                                                  | FILE No.5 | 8月25日  | 下赤塚ロマンス           | 下赤塚羅曼史         | 大根仁 関えり香        | 8.1%   |              |
| 第8集                                                  | FILE No.6 | 9月1日   | 残された時間             | 剩餘的時間           | 大根仁 黒住光          | 8.1%   |              |
| 第9集                                                  | FILE No.7 | 9月8日   | 下赤塚戦士レッドマン     | 下赤塚戰士Redmen     | 大根仁 オークラ        | 6.6%   |              |
| 第10集                                                 | LAST FILE | 9月15日  | 眠る埋蔵金               |                      | 大根仁 黒住光          | 6.8%   |              |
| 平均收視率7.3%（收視率由Video Research於關東地區統計） |           |          |                          |                      |                        |        |              |

### 臺灣電視劇
《偵探物語A.S.T.》（A Spy's Tale），由范植偉主演，2005年8月21日於公視主頻首播，全30集。

#### 演員陣容
阿卡偵探社
- 刺蝟 - 范植偉
- 錢香露 - 陶晶瑩
- 老灰 - 徐錦江
- 小艾 - 楊雅筑
- 美蓮 - 張惠春
- 鬍子 - 羅北安

客串演員
第1集「阿嬤的魔法袋」
- 莊阿嬤 - 素珠
- 莊啟峰 - 柯宇綸
- 警察甲 - 吳念真（特別客串）
- 警察乙 - 吳定謙（特別客串）

第2集「夜半鈴聲」
- 薛琪 - 徐貴櫻
- 騷擾者 - 賈孝國
- 阿Paul - 陳希聖

第3、4集「失蹤」
- 黃天佑 - 王道
- 徐英 - 丁也恬
- 小齊 - 是元介
- 黃天琴 - 易哲理
- 廖大軍 - 楊澤忠

第5、6集「寄件人，不詳」
- 沈惠美 - 高慧君
- 戴瑞明 - 林健寰
- 許金生 - 田豐
- 老沈 - 金祖齡
- 許孟兒 - 張毓晨
- 香露母 - 唐琪
- 嘉娜 - 林珈妤
- 郭璇 - 郭璇
- 伍大 - 蔡皆得
- 咪咪記者 - 金勤
- 神祕郵差 - 陳竹昇
- 黑道小弟甲 - 向肥
- 黑道小弟乙 - 冠強
- TINA - 高家惠

第7話「愛情馬拉松」
- 楊文和 - 王繼三
- 小安 - 于謹韻
- 海伯 - 阿檳
- 製作人 - 溫吉興

#### 播出資訊
| 集數 | 標題               | 播放日期       |
| ---- | ------------------ | -------------- |
| 1    | 阿嬤的魔法袋       | 2005年8月21日  |
| 2    | 夜半鈴聲           | 2005年8月28日  |
| 3    | 失蹤（上）         | 2005年9月4日   |
| 4    | 失蹤（下）         | 2005年9月11日  |
| 5    | 寄件人，不詳（上） | 2005年9月18日  |
| 6    | 寄件人，不詳（下） | 2005年9月25日  |
| 7    | 愛情馬拉松         | 2005年10月2日  |
| 8    | 童年再見           | 2005年10月9日  |
| 9    | 冰山（上）         | 2005年10月16日 |
| 10   | 冰山（下）         | 2005年10月23日 |
| 11   | 暫停               | 2005年10月30日 |
| 12   | 愛情神話           | 2005年11月6日  |
| 13   | 流浪舞台           | 2005年11月13日 |
| 14   | 暗夜               | 2005年11月20日 |
| 15   | 黑心情人           | 2005年11月27日 |
| 16   | 變臉               | 2005年12月4日  |
| 17   | 英雄（上）         | 2005年12月11日 |
| 18   | 英雄（下）         | 2005年12月18日 |
| 19   | 明星               | 2005年12月25日 |
| 20   | 愛上癮             | 2006年1月1日   |
| 21   | 櫻花樹下（上）     | 2006年1月8日   |
| 22   | 櫻花樹下（下）     | 2006年1月15日  |
| 23   | 再見！風中玩具     | 2006年1月22日  |
| 24   | 昨日當我年輕時     | 2006年2月5日   |
| 25   | 大賣場的幽靈       | 2006年2月12日  |
| 26   | 女兒的婚事         | 2006年2月19日  |
| 27   | 星星降臨的夜晚     | 2006年2月26日  |
| 28   | 夏日聖誕           | 2006年3月5日   |
| 29   | 隔牆有眼           | 2006年3月12日  |
| 30   | 初夢天國           | 2006年3月19日  |

#### 獲獎
| 年份   | 獲提名         | 獎項                             | 結果 |
| ------ | -------------- | -------------------------------- | ---- |
| 2006年 | 《偵探物語》   | 第41屆金鐘獎戲劇節目獎           | 提名 |
| 2006年 | 楊雅喆、林宏   | 第41屆金鐘獎戲劇節目導演（播）獎 | 提名 |
| 2006年 | 傅天余、林其樂 | 第41屆金鐘獎戲劇節目編劇獎       | 提名 |

## 脚注
1. ↑  . ORICON NEWS (oricon ME). 2017-03-23  [2017-03-23]. （原始内容存档于2020-03-14）.
2. ↑  . 日刊スポーツ (日刊スポーツ新聞社). 2017-05-17  [2017-05-17]. （原始内容存档于2020-09-25）.
3. ↑  .   [2017-11-04]. （原始内容存档于2017-09-02）.
4. ↑  . スポーツ報知. 2017-07-18  [2017-07-18]. （原始内容存档于2017-07-20）.
5. ↑  . スポーツ報知. 2017-07-24  [2017-07-24]. （原始内容存档于2017-07-27）.
6. ↑  . スポーツ報知. 2017-07-31  [2017-07-31]. （原始内容存档于2017-07-31）.
7. ↑  . スポーツ報知. 2017-08-07  [2017-08-07]. （原始内容存档于2017-08-07）.
8. ↑  . スポーツ報知. 2017-08-14  [2017-08-14]. （原始内容存档于2017-08-14）.
9. ↑  . スポーツ報知. 2017-08-21  [2017-08-21]. （原始内容存档于2017-08-21）.
10. ↑  . スポーツ報知. 2017-08-28  [2017-08-28]. （原始内容存档于2017-08-28）.
11. ↑  . スポーツ報知. 2017-09-04  [2017-09-04]. （原始内容存档于2017-09-04）.
12. ↑  . スポーツ報知. 2017-09-11  [2017-09-11]. （原始内容存档于2017-09-11）.
13. ↑  . スポーツ報知. 2017-09-19  [2017-09-19]. （原始内容存档于2017-09-20）.

## 外部連結
- 偵探物語 - TBS （页面存档备份，存于）
  - 偵探物語的X（前Twitter）
  - 偵探物語的Instagram帳戶

## 節目的變遷
| 日本 TBS電視台 週五連續劇        | 日本 TBS電視台 週五連續劇             | 日本 TBS電視台 週五連續劇 |
| -------------------------------- | ------------------------------------- | ------------------------- |
|                                  | 偵探物語 （2017.07.14 - 2017.09.15）  |                           |
| 反轉 （2017.04.14 - 2017.06.16） | 產科醫鴻鳥2 （2017.10.13 - 2017.12.） |                           |

| 香港 無線電視J2 星期六 23:00 - 00:05 及 星期日 22:30 - 23:35 9月9日 23:00 - 24:15 10月21日 暫停播映 | 香港 無線電視J2 星期六 23:00 - 00:05 及 星期日 22:30 - 23:35 9月9日 23:00 - 24:15 10月21日 暫停播映 | 香港 無線電視J2 星期六 23:00 - 00:05 及 星期日 22:30 - 23:35 9月9日 23:00 - 24:15 10月21日 暫停播映 |
| --------------------------------------------------------------------------------------------------- | --------------------------------------------------------------------------------------------------- | --------------------------------------------------------------------------------------------------- |
| | （2017.09.09 - 2017.11.18）                                                                         | |
| （2017.08.05 - 2017.09.03）                                                                         | （2017.11.25 - 2018.02.03）                                                                         | |